# Y's Fantom Farmor
 Y's Fantom Farmor  er en tv serie på 3 afsnit, der blev sendt i børnetime på DR i 1996 og siden Ramasjang. serien handler om pigen Yrsa men bliver kaldt Y. Hun har sommerferie men keder sig. Hendes storebror gider ikke at lege med hende, og siger at hun er for barnlig og irriterende. 
Men heldigvis møde hun hendes fantom farmor (Anne Marie Helger) der kommer hende til undsætning, og viser Y et opmærksomhedstrick, der ikke kan slå fejl, så hun kan blive en del af hans eventyr. 